# Stade Malien de Bamako
O Stade Malien de Bamako é um clube multidesportivo sediado em Bamaco, capital do Mali, fundado em 1 de janeiro de 1958. Considerado um dos dois gigantes do futebol malinês ao lado do Djoliba, o clube possui em sua galeria de títulos a conquista da Copa Interclubes da WAFU de 1992 e a Copa das Confederações da CAF de 2009, sendo o único clube do país a vencer competições de nível continental. Em âmbito nacional, é dono de 23 títulos do Campeonato Malinês, 20 títulos da Copa do Mali e 10 títulos da Supercopa do Mali. 
O clube manda seus jogos no Estádio do 26 de Março, que conta com capacidade máxima para 55 000 espectadores.

## Títulos oficiais

### Continentais
- Copa Interclubes da WAFU (1): 1992

- Copa das Confederações da CAF (1): 2009

### Nacionais
- Campeonato Malinês (21): 1983–84, 1987, 1988–89, 1992–93, 1994–95, 1999–00, 2000–01, 2002, 2002–03, 2005, 2005–06, 2007, 2009–10, 2010–11, 2012–13, 2013–14, 2014–15, 2016, 2019–20, 2020–21 e 2024-25

- Copa do Mali (21): 1961, 1963, 1970, 1972, 1982, 1984, 1985, 1986, 1988, 1990, 1992, 1994, 1997, 1999, 2001, 2006, 2013, 2015, 2018 e 2021, 2025

- Supercopa do Mali (10): 1998, 2000, 2001, 2005, 2006, 2007, 2009, 2010, 2014 e 2015

## Performance em competições da CAF
- Copa Africana dos Campeões/Liga dos Campeões da CAF: 17 participações